# Claude de L'Estoile
Claude de L'Estoile, né à Paris en 1602 où il est mort le 4 février 1652, est un auteur dramatique et poète français.

## Biographie
Troisième fils de Pierre de L'Estoile dont il hérite la fortune, il se consacre tout entier à la poésie et aux belles-lettres et devient l'un des premiers membres de l'Académie française en 1634. Il est l'auteur d'odes et de stances ainsi que de deux pièces de théâtre, La belle esclave, tragi-comédie parue en 1643, et L'Intrigue des filous, comédie parue en 1644.
Une troisième pièce, Le Secrétaire de Saint-Innocent, est restée inachevée. Il a produit par ailleurs deux ballets, Le Ballet du naufrage heureux et Maistre Galimathias, représentés devant le roi en 1626, et il a collaboré également avec François Le Métel de Boisrobert, Pierre Corneille, Jean Rotrou et Guillaume Colletet aux pièces dites « des cinq auteurs », L'Aveugle de Smyrne et La Comédie des Tuileries, jouées en 1638.
Paul Pellisson a dit de lui que « lorsqu'il avoit composé un ouvrage, il le lisoit à sa servante (comme on dit aussi de Malherbe) pour connoître s'il avoit bien réussi, croyant que les vers n'avoient pas leur entière perfection, s'ils n'étoient remplis d'une certaine beauté, qui se fait sentir aux personnes même les plus rudes, & les plus grossières. [...] Il étoit d'une complexion extraordinairement portée à l'amour, & cette passion fit presque tous les troubles & tous les maux de sa vie. [...] Il travailloit avec un soin extraordinaire, & repassait cent fois sur les mêmes choses ; de là vient que nous avons si peu d'ouvrages de lui ».
Son père, de son vivant demeurait avec lui à l'Hôtel de Saint-Clair, au 40 rue Saint-André-des-Arts, dans l'actuel VIe arrondissement de Paris, dont il hérita.

## Œuvres
- Le Ballet du naufrage heureux (1626)
- Maistre Galimathias... (1626)
- Vers sur le sujet du ballet du Roi (1627)
- La Comédie des Tuileries (1638)
- L'Aveugle de Smyrne (1638) ou (1638)
- La Belle Esclave (1643)
- L'Intrigue des filous (1644)

## Référence
1. ↑  Paul Pellisson, Histoire de l'Académie françoise, vol. I, 1653, p. 306-307.